# Rozadas (Boal)
Rozadas ist eine Parroquia und ein Ort in der Gemeinde Boal, in der Autonomen Gemeinschaft Asturien im Norden Spaniens.
Die 182 Einwohner (2011) leben in neun Dörfern auf einer Fläche von 24,61 km². Über die AS-22, ist Rozadas 8,3 km von der Gemeindehauptstadt Boal entfernt.

## Sehenswürdigkeiten
- Pfarrkirche San Blas

- Ethnografisches Museum mit mehr als 8000 Ausstellungsstücken[1]

## Dörfer und Weiler
| Name            | asturisch     | Einwohner | Lage                    |
| --------------- | ------------- | --------- | ----------------------- |
| Brañalibrel     | Brañallibrel  | 22        |                         |
| Cabana de Ouria | A Cabana      | unbewohnt |                         |
| Chao del Campo  |               | 5         |                         |
| Ouria           |               | 10        |                         |
| Ransal          |               | unbewohnt |                         |
| Rozadas         |               | 79        | 43.438456 -6.86151 565  |
| Trevé           |               | 43        | 43.451416 -6.874289 496 |
| Valleseco       |               | 2         |                         |
| Vega de Ouria   | A Veigadouria | 21        | 43.44067 -6.881935 342  |

Auch wenn in anderen Quellen noch bis zu 14 Dörfer angegeben sind, sind dies, die in der INE aktuell dem Parroquia zugeordneten.